# Dicyclodes hieroglyphica
Dicyclodes hieroglyphica là một loài bướm đêm trong họ Geometridae.